# 桃園書房
桃園書房（とうえんしょぼう）は、かつて存在した日本の出版社。1950年（昭和25年）創業。本社は東京都中央区八丁堀にあった。

## 概要
創業者は畝傍書房の社員であった唐沢好雄（1921年 - 1996年）で、末期は長男の唐沢俊介が社長職を継いだ。編集者時代の色川武大が所属していたことでも知られる。色川の上司だった伊藤文八郎はのちに「つりマガジン」を創刊した。 
スポーツ・健康・アダルト系など多様な雑誌の出版を中心に、ムックや文庫本、漫画単行本の発行を手がけ、最盛期には年商21億円を誇っていたが、その後雑誌の販売部数の伸び悩みなどから業績が低迷、代表が交代し、出版物の見直しなどリストラを進めるも、製作コスト増とヒット作に恵まれない状況が続き、財務体質が悪化。
アダルト部門の売却や債務免除を核とした再建計画も債権者に受け入れられず、2007年（平成19年）8月31日に業務を停止、同年9月5日に東京地方裁判所から破産手続き開始決定を子会社の司書房とともに受けた。
また、漫画を連載していた漫画家には、契約金の問題などの金銭関係について言及した者もいる。公式サイトで使用していたURL（touen.co.jp）は閉鎖後に当社とは無関係な福島県の有限会社桃苑商事が取得し、同社のサイトで使用されている。

## 刊行物

### 雑誌
- つりMagazine

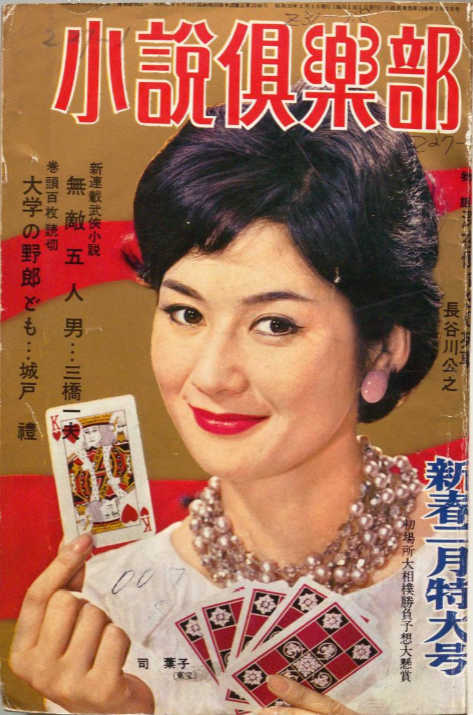
『小説倶楽部』1960年新春2月特大号の表紙

- SALT&STREAM(2007年8月号で休刊。同年9月20日に笠倉出版社より復刊。)
- ザ・ナイス
- 月刊へら
- 問題実話
- 小説倶楽部
- 小説CLUBロマン
- コミックジャンボ
- COMICスーパージャンボ
- 月刊ラジコン情報
- COMICおしえてあげる
- コミック人妻熟女ざかり
- 特盛コミック人妻熟女ざかり
- 別冊コミック人妻熟女ざかり（コミック人妻熟女ざかりと比してグラビアのページが多い）
- 究極DVD美少女ゲーム&アニメガセレクション
- 発掘!!お宝映像ハプニングアイドル集
- まちがい発見!ザ・ワールド
- アローセブン
- スケルトンセブン
- 将棋クラブ(創刊号は1978年2月号。1979年1月号をもって休刊。)

### 叢書
- 桃園文庫

## グループ会社
- 司書房
- 桃園商事